# Caazapá (okrug)
Caazapá je jedan od 17 okruga u Paragvaju. Središte okruga je u gradu Caazapi. 

## Zemljopis
Okrug se nalazi u južnom dijelu Paragvaja. Caazapá se proteže na 9.496 km² te je trinesti po veličini paragvajski okrug.

## Stanovništvo
Prema podacima iz 2009. godine u okrugu živi 150.910 stanovnika dok je prosječna gustoća naseljenosti 15,89 stanovnika na km². 

## Administrativna podjela
Okrug je podjeljen na 11 distrikta:
1. Abaí
2. Buena Vista
3. Caazapá
4. Doctor Moisés S. Bertoni
5. Fulgencio Yegros
6. General Higinio Morínigo
7. Maciel
8. San Juan Nepomuceno
9. Tavaí
10. Yuty
11. 3 de Mayo